# Блажова (Тимиш)
Блажова (рум. Blajova) насеље је у Румунији у округу Тимиш у општини Ницкидорф. Oпштина се налази на надморској висини од 108 m.

## Прошлост
По "Румунској енциклопедији" место се први пут помиње у папирима 1410. године. Када је 1717. године извршен попис ту је било 40 домова. Од насељавања суседног насеља Ничидорфа, велики део атара села му је уступљен. Првобитна црква брвнара подигнута је 1794. године.
Аустријски царски ревизор Ерлер је 1774. године констатовао да место припада Тамишком округу, Чаковачког дистрикта. Становништво је било претежно влашко. Када је 1797. године пописан православни клир ту је само један свештеник. Парох, поп Јован Петровић (рукоп. 1789) служи се само румунским језиком.

## Становништво
Према подацима из 2002. године у насељу је живело 144 становника, од којих су сви румунске националности.